# 肯普斯米爾 (馬里蘭州)
肯普斯米爾（英語：Kemps Mill）是位於美國馬里蘭州華盛頓縣的一個普查規定居民點。

## 人口
根據2020年美國人口普查的數據，肯普斯米爾的面積為0.67平方千米，當中陸地面積為0.67平方千米，而水域面積為0.00平方千米。當地共有人口117人，而人口密度為每平方千米174.63人。